# Gynandromyia seychellensis
Gynandromyia seychellensis là một loài ruồi trong họ Tachinidae.